# Hitman (serijal)
Hitman je serija videoigara koju je razvila danska tvrtka IO Interactive, a prethodno su je izdavale Eidos Interactive i Square Enix. Najnoviji naslov iz serije je Hitman 3, dostupan za Microsoft Windows, Nintendo Switch, PlayStation 4, PlayStation 5, Stadia, Xbox One i Xbox Series X/S.

## Igre
| Godina | Naslov                    | Napomena                                 |
| ------ | ------------------------- | ---------------------------------------- |
| 2000.  | Hitman: Codename 47       |                                          |
| 2002.  | Hitman 2: Silent Assassin |                                          |
| 2004.  | Hitman: Contracts         |                                          |
| 2006.  | Hitman: Blood Money       |                                          |
| 2012.  | Hitman: Absolution        |                                          |
| 2014.  | Hitman: Go                | spin off                                 |
| 2015.  | Hitman: Sniper            | spin off                                 |
| 2016.  | Hitman                    | početak trilogije World of Assassination |
| 2018.  | Hitman 2                  |                                          |
| 2021.  | Hitman 3                  |                                          |

## Filmske obrade
Hitman: Agent 47 (2007.)
Filmska adaptacija serije igara objavljena je 2007. Film je režirao Xavier Gens, a glavnu ulogu Agenta 47 je dobio Timothy Olyphant nakon što je Vin Diesel, koji je također izvršni producent, odstupio s uloge. Još glume Dougray Scott, Robert Knepper, Ulrich Thomsen i Michael Offei. U filmu je ICA zamijenjena sličnom grupom zvana Organizacija, koja, kao i ICA, ima koristi od veza s raznim vladinim agencijama, neutralna je u globalnim pitanjima i moralu te obavlja misije diljem svijeta.

## Vanjske poveznice
- Službena stranica  Arhivirana inačica izvorne stranice od 29. siječnja 2022. (Wayback Machine)